# Christian Maicon Hening
Christian Maicon Hening (nacido el 25 de agosto de 1978 en Blumenau, Brasil) es un exfutbolista brasileño, más conocido como Chris, que jugaba como defensa o mediocampista y fue profesional entre 1999 y 2013.

## Clubes
| Club                              | País     | Año       |
| --------------------------------- | -------- | --------- |
| Democrata EC Governador Valadares | Brasil   | 1999      |
| Timbo EC                          | Brasil   | 1999-2000 |
| Botafogo Futebol Clube            | Brasil   | 2001      |
| Coritiba Foot Ball Club           | Brasil   | 2001      |
| Sport Club Internacional          | Brasil   | 2002      |
| FC St. Pauli                      | Alemania | 2003      |
| Eintracht Frankfurt               | Alemania | 2003-2011 |
| VfL Wolfsburgo                    | Alemania | 2011-2012 |
| TSG 1899 Hoffenheim               | Alemania | 2012-2013 |
| Tombense                          | Brasil   | 2013      |